# Johann Baptist Metzger

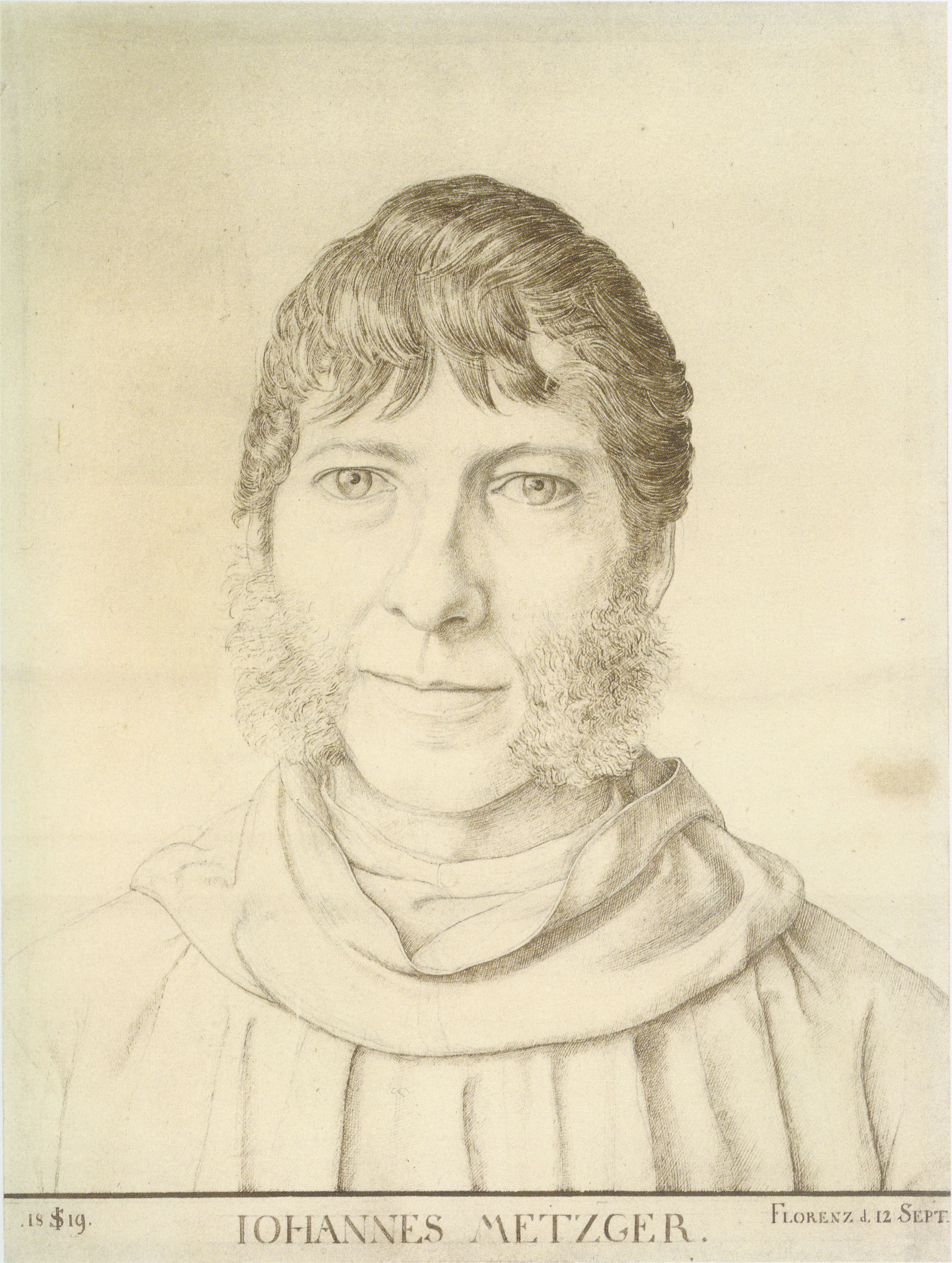
Johann Baptist Metzger, Zeichnung von Julius Schnorr von Carolsfeld, 1819

Johann Baptist Metzger (italienisch Giovanni Battista Metzger; * 1. Oktober 1771, in Staufen im Breisgau; † 10. Februar 1844 in Florenz) war ein deutscher, in Italien lebender Kupferstecher und Kunsthändler.

## Leben
Metzger wurde als Sohn des Färbers Fridolin Metzger und der Katharina Walliser geboren. Er war zunächst Kupferstecher-Schüler bei Ignatz Sebastian Klauber in Augsburg. Etwa 1796 bemühte er sich um Übernahme in die Werkstatt von Raphael Morghen (1758–1833) in Florenz. Dort lebte er seit 1801 als einer von 20 Schülern Morghens endgültig.
1807 wurde er Testamentsvollstrecker des Kupferstechers Jakob Philipp Hackert.
Metzger befand sich zumindest bis 1825 ständig in Geldnot. In den ersten Jahren in Florenz wurde er geringfügig von Baron Karl von Baden (1770–1830) aus Freiburg unterstützt, der als Privatmann Kunstförderer und Kunstsammler war. Neben anderen (Georg Hackert, dem Bruder von Jakob Philipp Hackert, Johann Georg von Dillis, Ludwig I. von Bayern) bemühte er sich auch um eine Förderung durch den badischen Großherzog Karl Friedrich, die jedoch nur 1806/1807 gewährt wurde. In seiner Verzweiflung entschloss Metzger sich 1813 zu einer Reise nach Baden, die ihn auch noch einmal in seinen Geburtsort Staufen führte. Er wollte in direkten Verhandlungen seine zukünftige Versorgung klären, wobei er hoffte, „zwei Jahre noch in Florenz zu studieren“. Immer wieder wurden ihm Hoffnungen gemacht, die jedoch im Ergebnis enttäuscht wurden. Seit 1813 (und mindestens bis 1825) erhielt er aber eine monatliche Unterstützung durch Ludwig I. von Bayern. Diese war zwar gering, stellte jedoch eine regelmäßige Einnahmequelle dar. Daneben erzielte er Einnahmen durch Kunstverkäufe an deutsche Sammler und Sammlungen und durch das Verlegen von Kupferstichen.
Einem Brief von Marie Ellenrieder vom 3. Februar 1825 lässt sich entnehmen, dass Metzger verheiratet war (und zwar mit Anna Sottani) und zu diesem Zeitpunkt drei Söhne hatte, die 4 Jahre, 2 Jahre bzw. 4 Monate alt waren. Später wurden noch ein Sohn und eine Tochter geboren. Der älteste Sohn (1821–1862) war nach Ludwig I. von Bayern benannt: Ludovico bzw. Lodovico. Ludwig I. von Bayern war auch Taufpate des Kindes, das er 1828 auf seine Kosten zur Ausbildung in ein Münchner Internat aufnehmen ließ. Auch Ludovico war später als Kunsthändler tätig.
Metzger war mit den Nazarenern und anderen Künstlern bekannt. In dem Brief von Marie Ellenrieder heißt es: „Herr Metzger der in allen Hinsichten ein vortrefflicher Mann ist, hat mir schon viele gute Räthe gegeben; und er ist mir von großem Nutzen, und er ist auch derselbe der mich auf die Änderung meiner Composition gebracht hat. Er sucht auch überall den Geist der Eitelkeit zu unterdrücken, und geht mit dem Beyspiel von Rechtschafenheit und biederem teutschem Sinn voran, und er besitzt eine Gemüthsruhe die wahrhaft auferbaulich ist.“

Johann Baptist Metzger, Aquarell von Franz Lair, 1843

Der Tiroler Maler Franz Lair zeigt Metzger 1843 als alten Mann ein Jahr vor seinem Tod. Sein Aquarell trägt die Beschreibung „Größter Bildkenner der italienischen Malerschule und trefflicher Restaurator, früher Kupferstecher“. Es ist als Folge des Zweiten Weltkriegs verloren und findet sich als in der Lost Art Internet Database.
Die finanzielle Situation von Metzger bei seinem Tod ist unklar. Nach einer Auskunft sei er „benestante“, also wohlhabend gestorben, nach einer anderen habe er gar kein Vermögen hinterlassen, insbesondere kein Haus oder Grundstück. Metzger wurde von seiner Ehefrau überlebt.

## Werk
Kupferstiche von Metzger sind kaum bekannt. Man kann nur vermuten, dass er an bekannten Stichen von Raphael Morghen beteiligt war. Metzger war ein anerkannter Bilderrestaurator. Seine Bedeutung liegt aber vor allem darin, dass er zu einem der wichtigsten Kunsthändler in Florenz wurde und damit zum Aufbau der Alten Pinakothek in München beitrug.
Anfang des 19. Jahrhunderts befand sich Europa durch Napoleon in einem großen Umbruch. In Italien verloren wegen der französischen Invasion viele Adelsfamilien ihr Vermögen. Ohnehin waren dort, wie auch in Deutschland, die Klöster in starker Bedrängnis. Das führte zu einem großen Angebot an Kunstwerken, dem in England, Frankreich und Österreich, vor allem aber in München, Berlin oder Frankfurt  durch die Begründung von Gemäldegalerien eine entsprechende Nachfrage gegenüberstand. Darüber hinaus entstand – wie die Nazarener deutlich machten – ein neues Interesse an der mittelalterlichen Kunst.
Genau in dieser Zeit befand sich Metzger in Florenz. Er und andere Künstler (Johann David Passavant, Carl Friedrich von Rumohr oder Johann Georg von Dillis) sahen tausende von Gemälden, die zum Verkauf standen, und entwickelten sich zu Experten für die Beurteilung, Zuordnung und Schätzung von Werken aus Italien, auf die die Interessenten zurückgreifen mussten. So galt Metzger als ausgesprochener Kenner der florentinischen Malerei und wurde zu einem wichtigen Händler mit italienischen Gemälden. Passavant schätzte sich „unendlich glücklich eine so vorzügliche Bekan[n]tschaft gemacht zu haben“, nach Rumohr erwarb Metzger „sich seltene Kenntnisse von der älteren toskanischen Malerschule, und gelangte durch eigenes Prüfen und Nachdenken, in der Reinigung und Wiederherstellung (…) zum erdenklichsten Grade der Vollkommenheit“.

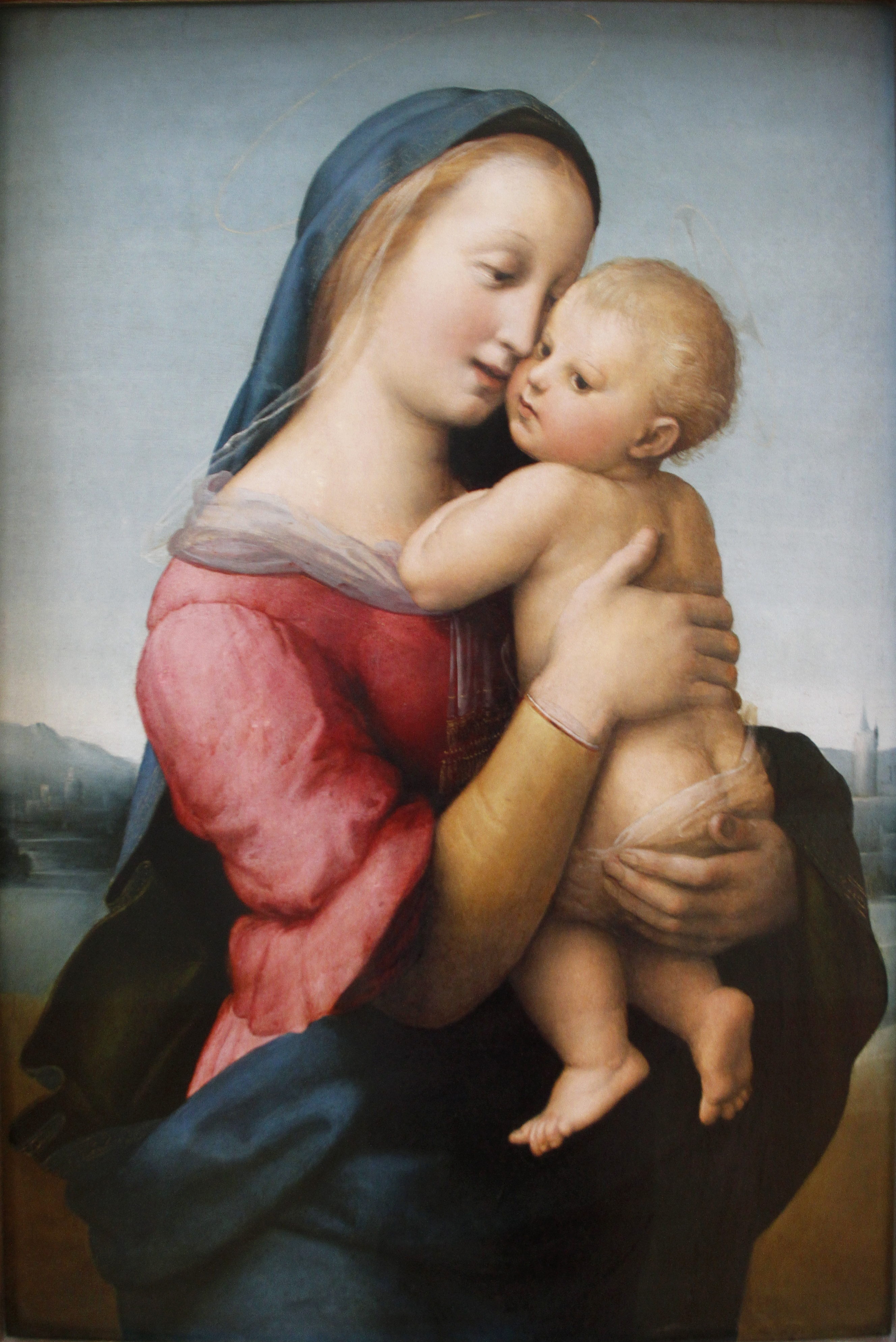
Raffael, Madonna Tempi

Spätestens seit 1808 bis zu seinem Tod hatte Metzger Kontakt zu Kronprinz Ludwig, dem späteren Ludwig I. von Bayern. Dieser vertraute ihm und band ihn fest in die Florentiner Ankäufe für die königliche Gemäldesammlung ein. Zwar wurde er auch für das Städelsche Kunstinstitut in Frankfurt tätig (der dort verantwortliche Kunstvermittler, Johann David Passavant, nannte ihn „der ehrlichste Mann von der Welt, sehr patriotisch für sein Vaterland gesinnt, weiß was einer öffentlichen Galerie würdig ist“) und vermittelte auch Gemälde an Friedrich Wilhelm III. von Preußen nach Berlin, doch fühlte er sich vor allem in München anerkannt und geschätzt. Er vermittelte etwa 50 Gemälde in die dortige Sammlung, die überwiegend noch heute in der Alten Pinakothek zu sehen sind. Dazu zählen Gemälde von Mariotti Albertinelli (Verkündigung),  Fra Angelico (Engel der Verkündigung), Domenico Beccafumi (Die Heilige Familie mit Johannes), Sandro Botticelli (Beweinung Christi), Domenico Ghirlandaio (Madonna mit dem Kind), Giotto (Das letzte Abendmahl), Filippino Lippi  (Die Fürbitte Christi und Maria mit der Predella),  Fra Filippo Lippi (Maria mit dem Kind, Verkündigung), Lorenzo di Credi (Geburt Christi), Masolino (Madonna mit dem Kind), Pietro Perugino (Die Marienvision des hl. Bernhard, Maria mit dem Kind – heute im Detroit Institute of Art), Raffael (Madonna Tempi, Bindo Altoviti – heute in der National Gallery of Art in Washington) oder Sodoma (Heilige Familie).

## Nachlass
Im Deutschen Kunstarchiv im Germanischen Nationalmuseum  Nürnberg befinden sich bisher offenbar nicht erschlossene biographische Unterlagen, reichhaltige Korrespondenz (darunter 52 Briefe von König Ludwig I. von Bayern) und Nachlassteile des Sohnes Ludovico. 232 Briefe Metzgers an Johann Georg von Dillis liegen im Archiv der Bayerischen Staatsgemäldesammlungen München. Briefe an Ludwig I. von Bayern sind im Geheimen Hausarchiv München und 28 Briefe an Karl von Baden im Stadtarchiv Freiburg.

## Trivia
- Die Gattung Metzgeria der Lebermoose benannte der italienische Botaniker Giuseppe Raddi (1770–1829) aus „meiner Freundschaft mit dem vortrefflichen Kupferstecher und Restaurator von alten Bildern, Herrn Giovanni Metzger aus Staufen im Breisgau, Schüler des berühmten Herrn Raphael Morghen“.[29]
- Bei der jährlich stattfindenden Staufener Zeitreise „STAdtGESchichten“ wurde 2006 und 2009 auf einer Bühne auch die (phantasievolle) Geschichte von Johann Metzger dargestellt.[30]